# Balista
Balista (iz grščine ballein - vreči) je vzvojna metalna naprava starih Rimljanov. Pod tem nazivom je potrebno ločevati dve različni metalni napravi.
Prva različica je imela v elastične, močne pletenice vstavljene vzvode. Moč baliste je imela osnovo v močnem zvijanju (torziji) teh dveh zvitkov. Z njo so metali predvsem kamne, svinčene krogle in puščice v obliki tramov pod kotom 45 stopinj.
Druga različica je imale lesen ali  jeklen lok, katerega  moč je imela osnovo v elastičnosti dveh jeklenih lokov.
Izstrelki teh balist so bile okovane puščice, ki so ležale v poševnem žlebu. Kot tega žlebu se je dal nastavljati, kar je omogočalo zelo različne kote streljanja (metanja). Te baliste so delali v zelo različnih velikostih, od malih (ki jih je lahko uporabljal en vojak) do velikih, kjer je bilo potrebno celo moštvo. Moštvo je napenjalo lok, pogosto ob uporabi pomožnih naprav. Poročajo, da so te baliste lahko izstrelile izstrelke preko Donave, le na žalost ni naveden kraj.